# Сюр Сюомен Сотілаа
Suur-Suomen Sotilaat - пан-фінно-угорська організація, що має на меті "деколонізацію", "дерусифікацію" та побудову незалежних фінно-угорських держав у рамках ірредентистського проекту "Suur-Suomi" - "Велика Фінляндія"
Проект є послідовником Карельського Академічного товариства. Вперше він був представлений на Форумі Вільних Народів Постросії у Гданську у вересні 2022 сайт. Попередниками були група "Vapaa Kotimaa/Вільна Фінно-угрія", що діяла з 2015 року.
Рух ставить за мету формування союзу фінно-угорських народів у стилі Європейського союзу, але з орієнтацією на фінномовні народи, "дерусифікацію" та "повернення до вихідних ідентичностей" через ідентаристську політику фінно-угорських народів (зважаючи на те, що як мінімум — русифіковані та слов'янізовані фінно-угри)

## Цілі і задачі
Метою проекту, згідно із заявою на його сайті, є «консолідація народів Фінно-угорської групи у проект Великого Роду». Сам проект є проектом створення фінно-угорської інтелігенції та початку «ІІІ-ї хвилі ПанФінно-угризму» і, за своїми заявами, ставить перед собою такі завдання:
- Відродження самосвідомості на базі фіно-угорської  ідентичності (регіонально це карели, вепси, інкері, ерзя, мокша, марійці, меря та інші народи що знаходяться на території РФ).
- Створення інтелектуальної еліти – фіно-угорської  інтелігенції.
- Утворення культурних та соціо-економічних зв'язків з народами фіно-угорської  групи

## Історія
Історія проекту розпочалася у 2015 році з групи під назвою "Vapaa Kotimaa/Вільна Фінно-угра" (на даний момент заблокована на РФ за рішенням генпрокуратури). Вперше проект був представлений на Форумі Вільних Народів Постросії у Гданську у вересні 2022 року. У День незалежності Фінляндії активістами Suur-Suomen Sotilaat, спільно з іншими організаціями Фінляндії, Естонії та Ірландії було спалено прапор Росії  Організація тісно співпрацює з представниками європейських організацій, як Suomen Sisu, Uudenmaan akseli, Sinimusta Liike (The Blue-and-Black Movement) та ProKarelia. В даний час організація заявляє про наявність прихильників у регіонах Росії серед  карели, вепси, інкері, ерзя, мокша, марійці, меря, комі, удмуртів, а також серед поморів та чувашів

## Активізм
У вересні  2022 года проект був офіційно презентований на Форумі Вільних Народів Постросії  в місті Гданьск Польща . В жовтні 2022 представники організації взяли участь  на форумі ерзя . 28 травня 2023  проведена спільна акція відділень Suur-Suomen Sotilaat  Карелії, Інгрії, мерян, мокшан .

## Соціальні мережі
- https://www.facebook.com/groups/571224525006197/
- https://www.youtube.com/@Suur-SuomenSotilaat
- https://t.me/suur_suomen_sentilat